# Pape Maly Diamanka
Pape Maly Diamanka (Dakar, 10 de enero de 1990) es un futbolista senegalés que juega de centrocampista.

## Trayectoria
Comenzó su carrera en el club senegalés U. S. Gorée. En 2010 fichó por el Rayo Vallecano "B" y en 2011 amplió su contrato.
El 8 de enero de 2012 debutó en partido oficial con el Rayo Vallecano en el encuentro de la 18.ª jornada de la Primera División de España en un partido que terminó ganando el equipo de Vallecas frente al Sevilla F. C. por 2 goles a 1.[cita requerida]
En agosto de 2013 firmó por el Sestao River y para la temporada 2014-15 fichó por el Club Deportivo Leganés.
En julio de 2015 llegó con la carta de libertad a las filas del Real Zaragoza, donde estuvo un año antes de marcharse el 22 de julio de 2016 a la Unión Deportiva Almería, con la que firmó por dos temporadas.
En la temporada 2017-18 pasó a jugar en el C. D. Numancia. Allí permaneció dos años antes de firmar en la temporada 2019-20 por el Girona F. C. El 29 de septiembre de 2020 fue cedido durante una temporada al Albacete Balompié, rescindiendo su contrato con el equipo catalán una vez volvió de la cesión. Entonces estuvo unos meses sin equipo hasta que en enero de 2022 se incorporó a la U. D. Logroñés para lo que quedaba de temporada. Una vez esta terminó volvió a quedar libre antes de unirse al Club Lleida Esportiu en marzo de 2023. Allí completó la campaña y en julio regresó al C. D. Numancia.

## Selección nacional
El 3 de septiembre de 2011 fue convocado por la selección de fútbol de Senegal para disputar dos encuentros de clasificación para la Copa Africana de Naciones frente a la selección de fútbol de la República Democrática del Congo.

### Participaciones con la selección
| Copa                                    | Sede            | Resultado    |
| --------------------------------------- | --------------- | ------------ |
| Campeonato Africano de Naciones de 2009 | Costa de Marfil | Cuarto lugar |

## Clubes
| Club                       | País    | Año       |
| -------------------------- | ------- | --------- |
| U. S. Gorée                | Senegal | 2007-2009 |
| Rayo Vallecano "B"         | España  | 2009-2011 |
| Rayo Vallecano             | España  | 2012-2013 |
| Vålerenga Fotball (cedido) | Noruega | 2012      |
| Rayo Vallecano "B"         | España  | 2013      |
| Sestao River               | España  | 2013-2014 |
| C. D. Leganés              | España  | 2014-2015 |
| Real Zaragoza              | España  | 2015-2016 |
| U. D. Almería              | España  | 2016-2017 |
| C. D. Numancia             | España  | 2017-2019 |
| Girona F. C.               | España  | 2019-2021 |
| Albacete Balompié (cedido) | España  | 2020-2021 |
| U. D. Logroñés             | España  | 2022      |
| Club Lleida Esportiu       | España  | 2023      |
| C. D. Numancia             | España  | 2023-2024 |